# François Letexier
Pour les articles homonymes, voir Letexier.
François Letexier, né le 23 avril 1989 à Bédée (Ille-et-Vilaine), est un arbitre international français de football licencié à l'US Bédée-Pleumeleuc.

## Biographie
Juriste de formation et ne pouvant vivre de sa passion au début de sa carrière, il a entamé une carrière d'huissier de justice. Ses domaines de prédilection sont l'étude des contentieux locatifs.

### Carrière d'arbitre
François Letexier a choisi l’arbitrage à 13 ans. Gravissant petit à petit les échelons, il est devenu en 2016 le plus jeune arbitre de L1.
Il commencera l'arbitrage comme Jeune arbitre de 2002 à 2008, puis en U17 et U19, de 2009 à 2012, avec comme apothéose la finale de la Coupe Gambardella entre Nice et Saint-Etienne, en avril 2012 au Stade de France. L'année suivante, lors de la saison 2012-2013, il arbitrera en CFA 2. Il continuera en CFA lors de la saison qui suivit et à la fin de 2014 il intégrera le championnat de National.
En janvier 2016, il est nommé Arbitre Fédéral 1 et il arbitrera sa première rencontre de Ligue 1 lors de Montpellier-Caen. A ce titre, il sera le plus jeune arbitre de l'histoire à évoluer en Ligue 1 à l'âge de 26 ans. Il prendra ce titre à Clément Turpin qui lui aussi avait 26 ans au moment d'arbitrer son premier match de Ligue 1, en 2008.
Le 1er janvier 2017 il devient le plus jeune arbitre français sur la scène européenne en obtenant le titre d'Arbitre International FIFA.
Le 18 avril 2018, il arbitre la demi-finale de Coupe de France 2018 opposant Caen au Paris Saint-Germain.

#### Saison 2021-2022
Le 21 avril 2021, Francois Letexier est sélectionné comme arbitre assistant vidéo pour le championnat d'Europe 2020, qui se tient dans toute l'Europe à partir du mois de juin au mois de juillet 2021.
Le 19 mai 2021, il arbitre la finale de Coupe de France 2021 opposant l'A.S Monaco au Paris Saint-Germain.
Le 26 mai 2021, il arbitre en qualité de arbitre assistant vidéo lors de la finale de la Ligue Europa opposant l'équipe espagnol de Villarreal à l'équipe britannique de Manchester United. Il officiera avec son compatriote, Clément Turpin, désigné comme arbitre central.
Le 31 mai 2021, il est désigné arbitre central lors du quart de finale du Championnat d'Europe de football espoirs 2021 opposant le Portugal à l'Italie.
Le 14 septembre 2021, il arbitre le premier match de poule du groupe F de la Ligue des Champions opposant les Young Boys de Berne à Manchester United.

#### Saison 2022-2023
Le 23 octobre 2022, alors qu'il arbitre le match de ligue 1 Nice-Nantes, il refuse un penalty aux Nantais, puis en accorde un qualifié de contestable aux Niçois. Il est pris a partie par Alban Lafont, qu'il sanctionnera d'un carton rouge. Il dit ensuite être victime d'un harcèlement sur les réseaux sociaux, à propos duquel il porte plainte.
Le 8 février 2023, il arbitre le classique Marseille - Paris Saint-Germain lors des huitièmes de finale de la Coupe de France 2022-2023.

#### Saison 2023-2024
Le 9 avril 2024, il arbitre le quart de finale aller de Ligue des Champions entre le Real Madrid et Manchester City (3 - 3).
Sa constance au plus haut niveau lui a valu d’être désigné meilleur arbitre de Ligue 1 pour la deuxième année consécutive lors des Trophées UNFP 2024. François Letexier a également vu son nom incorporer la liste des officiels appelés à être au sifflet durant l'Euro 2024. Le 14 juillet 2024, il arbitre la finale de l'Euro 2024 entre l'Espagne et l'Angleterre.
Francois Letexier est désigné par le Comité International Olympique afin d'officier lors des rencontres comptant pour les Tournois Olympiques de Football des Jeux Olympiques de Paris 2024, chez lui, en France.
La Fédération internationale d'histoire et de statistiques du football (IFFHS) a désigné François Letexier comme meilleur arbitre masculin du monde de l'année 2024. Il est le premier arbitre français masculin à recevoir ce prix depuis Michel Vautrot qui avait été sacré en 1988 puis en 1989.

#### Saison 2024-2025
Le 16 mars 2025, lors de la 26ᵉ journée de Ligue 1, François Letexier arbitre la rencontre opposant Montpellier HSC à l’AS Saint-Étienne au stade de la Mosson. Ce match, crucial dans la lutte pour le maintien, bascule dans le chaos à la 60ᵉ minute après le deuxième but stéphanois inscrit par Lucas Stassin. Les ultras montpelliérains, furieux de la tournure des événements, jettent des fumigènes sur la pelouse, blessant un stadier, et déclenchent un incendie en tribune. Face à la détérioration des conditions de sécurité, François Letexier interrompt temporairement la rencontre avant de la stopper définitivement, sur décision de l’autorité publique,,,.

## Statistiques*
*Comprenant les rôles d'arbitre central, arbitre assistant et arbitre VAR
| Catégorie                      | Nombres de Matchs | Catégorie                                     | Nombres de Matchs |
| Ligue 1                        | 194               | UEFA Champions League Qualification           | 4                 |
| Ligue 2                        | 33                | UEFA Champions League                         | 26                |
| Playoffs Ligue 2/National      | 2                 | UEFA Conference League                        | 2                 |
| National                       | 14                | UEFA Europa League                            | 18                |
| National 3                     | 2                 | Qualifications Euro                           | 8                 |
| Coupe de France                | 28                | UEFA Euro qualifying U19                      | 2                 |
| Coupe de la Ligue              | 9                 | UEFA Euro qualifying U21                      | 2                 |
| Olympia-Qualification Play-off | 1                 | UEFA Youth League                             | 3                 |
| Jeux olympiques                | 2                 | Championnat d'Europe de football espoirs 2021 | 3                 |
| Coupe du Monde U20 2023        | 3                 | Championnat d'Europe 2024                     | 5                 |
| Amicaux internationaux         | 3                 | UEFA Nations League A                         | 4                 |
| Supercoupe de l'UEFA           | 1                 | UEFA Nations League B                         | 3                 |
| Super League Play-off (Grèce)  | 2                 | UEFA Nations League C                         | 2                 |
| EM-Qualifikation Play-Offs     | 2                 | Éliminatoires Coupe du monde (Europe)         | 3                 |
| UEFA Nations League Finals     | 1                 | 2019 European Under-21 Football Championship  | 1                 |
| Championnat d'Europe 2020      | 2                 |                                               |                   |
| ------------------------------ | ----------------- | --------------------------------------------- | ----------------- |

## Distinction personnelle
- Trophées UNFP 2023 : Meilleur arbitre de Ligue 1 de la saison 2022-2023[22]
- Trophées UNFP 2024 : Meilleur arbitre de Ligue 1 de la saison 2023-2024[23]
- Trophées IFFHS 2024: Meilleur arbitre du monde 2024[24].